# Scyphocrinites
La scifocrinite (gen. Scyphocrinites) è un echinoderma estinto, appartenente ai crinoidi. Visse tra il Siluriano superiore e il Devoniano inferiore (circa 416 - 412 milioni di anni fa) e i suoi resti fossili sono stati ritrovati in Europa, Africa, Asia e Nordamerica. 

## Descrizione

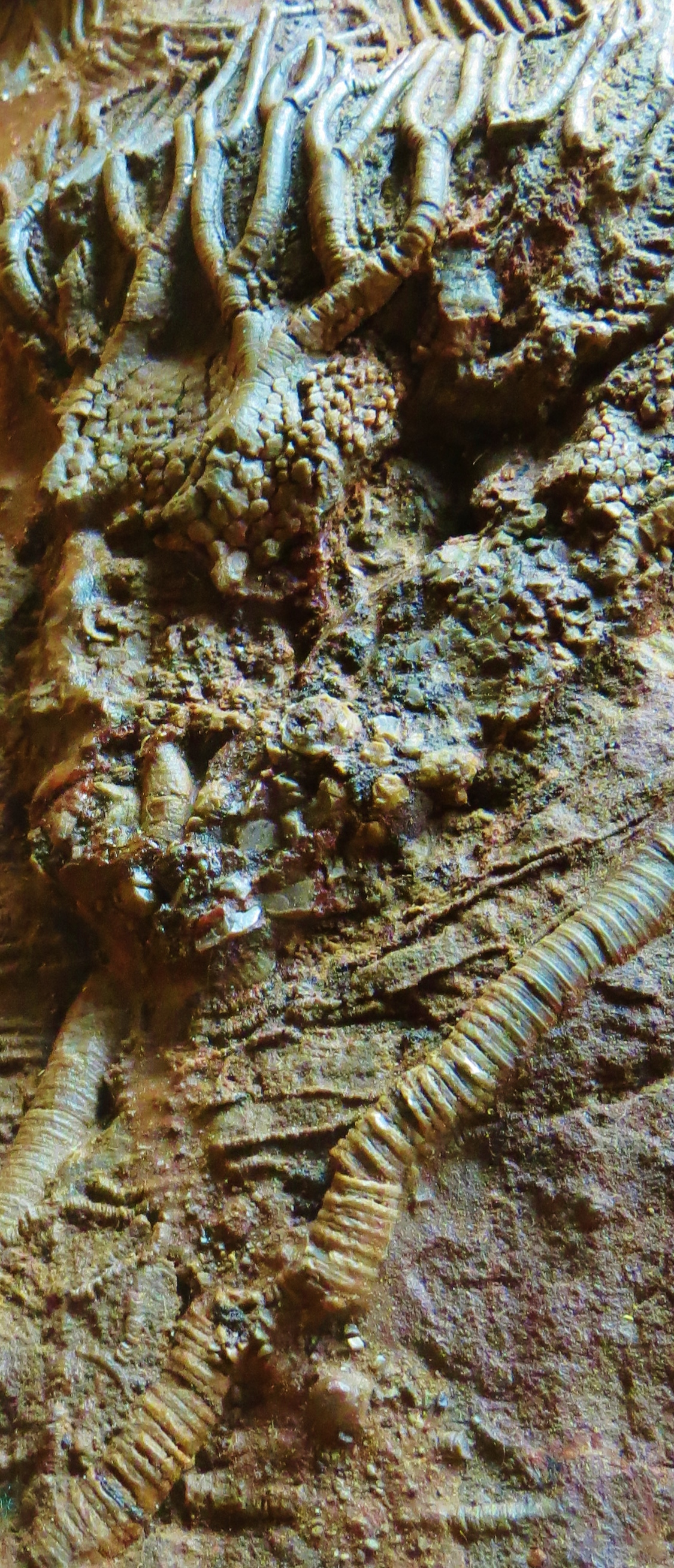
Fossile di Scyphocrinites. In evidenza il calice e le braccia

Questo animale era dotato di un lungo stelo, ma al contrario della maggior parte dei suoi parenti questo non era ancorato al fondale marino, bensì a una struttura bulbosa dotata di cirri, nota come lobolite. Questa struttura, precedentemente descritta come un genere di crinoide a sé stante (Camarocrinus), era un organo di galleggiamento che consentiva a Scyphocrinites di fluttuare nell'acqua. Scyphocrinites era dotato di un calice formato da numerose piastre a forma di stella, che sorreggevano numerose braccia pinnulate con le quali l'animale si procurava il cibo.

## Classificazione
Scyphocrinites venne descritto per la prima volta nel 1833 da Zenker. I fossili di questo crinoide sono molto diffusi in numerose parti del mondo, e si rinvengono in quattro continenti (Europa, Asia, Africa e Nordamerica). In Africa del Nord (Marocco) si rinvengono gli esemplari migliori, a volte in associazione di più esemplari. La specie più nota è Scyphocrinites elegans.
Scyphocrinites apparteneva all'ordine estinto dei Monobathrida (sottoclasse dei Camerata), ed è uno dei pochissimi crinoidi dotati della struttura galleggiante nota come lobolite. Altri crinoidi dotati di questa struttura sono Marhoumacrinus e Carolicrinus, della famiglia Marhoumacrinidae, dotati però di un lobolite privo di cirri.

## Paleobiologia
Scyphocrinites probabilmente fluttuava nell'acqua nutrendosi di piccole particelle di cibo che catturava grazie alle lunghe braccia pinnulate, e veniva trasportato dalle correnti grazie al suo organo galleggiante. È possibile che la grande distribuzione geografica di questo genere fosse dovuta proprio a questo stile di vita.

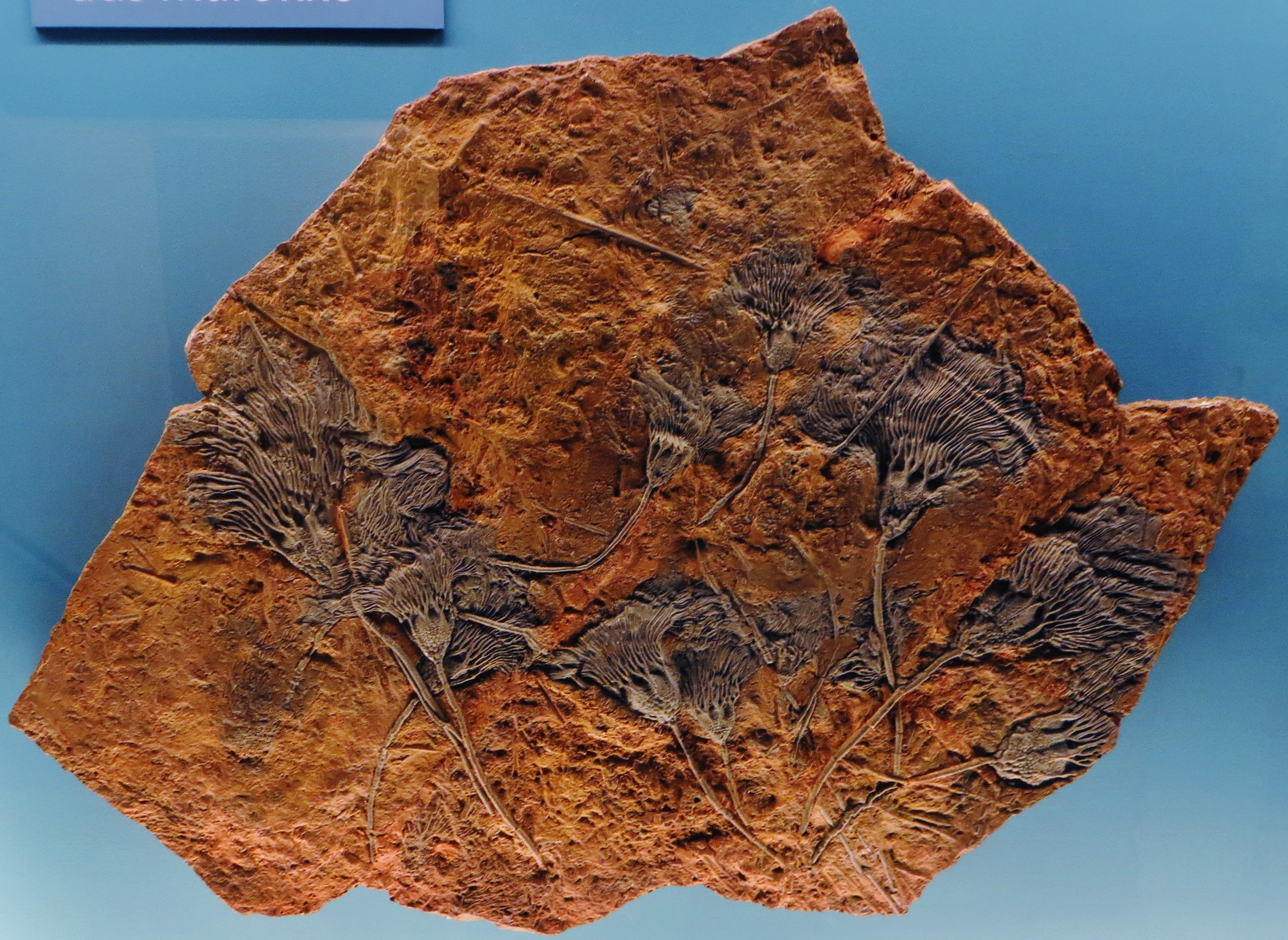
Fossili di Scyphocrinites sp.